# Josef Koželuh
Josef Koželuh (* 15. února 2002 Plzeň) je český profesionální fotbalista, který hraje na pozici pravého obránce za český klub FC Slovan Liberec a za český národní tým do 21 let.

## Klubová kariéra

### Viktoria Plzeň
Koželuh je odchovancem plzeňské Viktorie. Mládežnický reprezentant si odbyl svůj debut v A-týmu 10. února 2021 při výhře 7:0 nad FK Přepeře v třetím kole MOL Cupu. Ve zbytku sezóny nastoupil ještě do jednoho pohárového utkání a několikrát se objevil také na lavičce náhradníků v české nejvyšší soutěži.
V létě 2021 odešel na půlroční hostování do druholigové Viktorie Žižkov. V dresu Žižkova se rychle zařadil mezi stabilní členy základní sestavy a 24. září vstřelil svou první branku v seniorské kariéře při remíze 1:1 s Duklou Praha. V průběhu podzimní části sezóny odehrál 14 soutěžních duelů a vstřelil jednu branku.
V únoru 2022 zamířil Koželuh na roční hostování do jiného druholigového klubu, a to do Chrudimi. V jarní části sezóny pravidelně nastupoval, odehrál 12 utkání a pomohl klubu k záchraně v druhé lize. V Chrudimi odehrál Koželuh také podzimní část sezóny 2022/23, v ní nastoupil do 14 soutěžních zápasů.
V únoru 2023 odešel Koželuh na hostování do prvoligové Zbrojovky Brno. V české nejvyšší soutěži debutoval 11. února při prohře 0:2 s pražskou Slavií. S Brnem se Koželuh v průběhu jarní části sezóny až na poslední příčku a v květnu 2023 sestoupil s týmem do druhé ligy. Dohromady nastoupil do devíti soutěžních utkání.
Před začátkem sezóny 2023/24 se Koželuh vrátil na hostování do brněnského klubu. V ročníku nastupoval pravidelně v základní sestavě, odehrál 24 soutěžních zápasů, vstřelil 2 branky a přidal 2 asistence, s Brnem skončil ale až na deváté příčce.

### Slovan Liberec
V létě 2024 přestoupil Koželuh z Plzně do Slovanu Liberec. Pod trenérem Radoslavem Kováčem začal pravidelně nastupovat v české nejvyšší soutěži.

## Reprezentační kariéra
Koželuh od roku 2017 působí v českých mládežnických reprezentacích.
V létě 2019 si zahrál jako stabilní člen základní sestavy na Mistrovství Evropy do 17 let. Na turnaji odehrál čtyři utkání, Češi skončili ve čtvrtfinále po prohře 1:6 s Francií.